# Rivai
Rivai è una frazione del comune italiano di Arsiè, nella provincia di Belluno, in Veneto.

## Geografia fisica
Si trova a nord del capoluogo comunale, lungo le pendici meridionali della cima di Lan (1 261 m s.l.m.).
È composta da varie contrade (noti localmente come colmèi): Tovìo e Soràs sono le principali, rappresentando rispettivamente la porzione occidentale e quella orientale del paese. Poco più a sudovest si trovano Crosetta e Borgo San Lorenzo, mentre isolata verso est e oltre la val Cubia, sorge Tól. Fa parte della frazione anche la località montana di Col Perer, a nordovest.

## Storia
In origine l'abitato era noto unicamente come Tovìo, toponimo che oggi indica la principale contrada del paese. Solo in tempi relativamente recenti compaiono Rivalli, Rivali, Rivagi e, finalmente, Rivai (1581).
Tuvido è citata già nel 983, in un atto di donazione a favore del monastero vicentino dei Santi Felice e Fortunato. Per Dante Olivieri è in relazione con il latino tofus "tufo" e va confrontato con il pavese toff "terreno duro e impenetrabile". Angelico Prati formula un'ipotesi alternativa, collegandolo al trentino tof "terreno scosceso, eroso dalle acque". Sembra avere un'origine analoga anche il toponimo Tól.
"Rivai" deriva dal latino ripa "riva" e forse va confrontato con il trentino rivaia "campi presso la strada".

## Monumenti e luoghi d'interesse

### Chiesa di San Giovanni Battista
Di essa si hanno notizie a partire dalla decima papale del 1297, dove l'«ecclesia S. Johannis de Tovio» risulta essere l'unica cappella dipendente dalla pieve di Arsiè. Dalla visita pastorale del 1535 sappiamo che vi officiava un cappellano stabile; nel 1587 gli abitanti chiesero al pievano di Arsiè di contribuire al suo mantenimento ma, avendo questi rifiutato, ottennero l'istituzione della parrocchia. La decisione fu confermata nel 1594 dal vescovo di Padova Alvise Corner.
Per quanto riguarda la storia architettonica, la visita del 1488 testimonia che l'edificio era stato distrutto qualche tempo prima da un'alluvione e ricostruito di maggiore altezza. Nel 1857 subì un restauro ma, essendo ancora di dimensioni insufficienti, a fine secolo fu ampliato con l'aggiunta delle navate laterali.
La pala dell'altare maggiore - Madonna col Bambino in trono tra i santi Giovanni battista e Giustina - è di Pietro Marescalchi (seconda metà del XVI secolo). Degno di menzione anche l'altare della Madonna, in marmo bianco, rosso di Verona e scagliola (1690-1710).
La parrocchia comprende l'antico oratorio di Borgo San Lorenzo e il più recente di Cristo Re sul col Martel.

## Società

### Lingue e dialetti
Il dialetto di Rivai desta qualche interesse linguistico in quanto è privo dei troncamenti tipici dei dialetti feltrini e, più in generale, di tutto il gruppo veneto settentrionale. Ad esempio, carét e mussàt ("carretto" e "zanzara") qui diventano caréto e mussàto. Questa caratteristica ha dato origine a dei blasoni popolari con cui gli abitanti di Rivai e dei paesi vicini si qualificavano reciprocamente.
L'economia di Rivai, non potendo contare su terreni agricoli abbastanza fertili, si è a lungo basata sulla pastorizia, che veniva svolta sulle alture al confine con il Tesino, dove è parlato un dialetto sostanzialmente vicentino. È probabile che i rivaioti abbiano voluto adottare quest'ultimo perché ritenuto di maggior prestigio, essendo meno "aspro" rispetto alle parlate rustiche feltrine.